# Русский алфавит
Ру́сский алфави́т (ру́сская а́збука) — алфавит русского языка, включающий 33 буквы.
В нынешнем виде существует со времён орфографической реформы 1918 года (буква Ёё официально была утверждена лишь с 1942 года, при этом ранее считалось, что в русском алфавите 32 буквы, поскольку букву Ё рассматривали как вариант написания буквы Е).
По сравнению с двумя другими алфавитами восточнославянских языков — украинским и белорусским — в русском алфавите не используются Ґґ, Єє, Іі, Її и Ўў, но присутствует Ъъ.

## Алфавит
| 1    | 2             | 3                   | 4           | 5    | 6     | 7              |
| А а  | Б б           | В в                 | Г г         | Д д  | Е е   | Ё ё            |
|      |               |                     |             |      |       |                |
| (а)  | (бэ)          | (вэ)                | (гэ)        | (дэ) | (е)   | (ё)            |
| 8    | 9             | 10                  | 11          | 12   | 13    | 14             |
| Ж ж  | З з           | И и                 | Й й         | К к  | Л л   | М м            |
|      |               |                     |             |      |       |                |
| (жэ) | (зэ)          | (и)                 | (и краткое) | (ка) | (эль) | (эм)           |
| 15   | 16            | 17                  | 18          | 19   | 20    | 21             |
| Н н  | О о           | П п                 | Р р         | С с  | Т т   | У у            |
|      |               |                     |             |      |       |                |
| (эн) | (о)           | (пэ)                | (эр)        | (эс) | (тэ)  | (у)            |
| 22   | 23            | 24                  | 25          | 26   | 27    | 28             |
| Ф ф  | Х х           | Ц ц                 | Ч ч         | Ш ш  | Щ щ   | Ъ ъ            |
|      |               |                     |             |      |       |                |
| (эф) | (ха)          | (цэ)                | (че)        | (ша) | (ща)  | (твёрдый знак) |
| 29   | 30            | 31                  | 32          | 33   |       |                |
| Ы ы  | Ь ь           | Э э                 | Ю ю         | Я я  |       |                |
|      |               |                     |             |      |       |                |
| (ы)  | (мягкий знак) | (э или э оборотное) | (ю)         | (я)  |       |                |

## Происхождение алфавита
Около 863 года братья Кирилл и Мефодий из Солуни (Салоники) по приказу византийского императора Михаила III упорядочили письменность для славянского языка. После появления кириллицы, восходящей к греческому уставному (торжественному) письму, развилась деятельность болгарской школы книжников (после Кирилла и Мефодия). Болгария стала центром распространения славянской письменности благодаря последователям и ученикам Кирилла и Мефодия, продолжившим их многолетнюю деятельность, начавшуюся ещё в Моравии, Паннонии и других землях. Здесь создана первая славянская книжная школа — Преславская книжная школа, в которой переписывали кирилло-мефодиевские оригиналы богослужебных книг (Евангелие, Псалтирь, Апостол, церковные службы), делали новые славянские переводы с греческого языка, появились оригинальные произведения на старославянском языке («О письменехъ Чрьноризца Храбра»). Позже старославянский язык проник в Сербию, а в конце X века стал языком церкви в Киевской Руси.
Старославянский язык, будучи языком церкви, испытывал на себе влияние древнерусского языка. Это был старославянский язык с элементами живой восточнославянской речи. Таким образом, современный русский алфавит произошёл от кириллицы старославянского языка, которая была заимствована у болгарской кириллицы и получила распространение в Киевской Руси.
Позже добавились 4 новые буквы, а 14 старых были в разное время исключены за ненадобностью, так как соответствующие звуки исчезли. Раньше всего исчезли йотированные юсы (Ѩ, Ѭ), затем большой юс (Ѫ), возвращавшийся в XV веке, но вновь исчезнувший в начале XVII века и йотированное Е (Ѥ); остальные буквы, порой несколько меняя своё значение и форму, сохранились до наших дней в составе азбуки церковнославянского языка, которая долгое время ошибочно считалась тождественной с русской азбукой.
Орфографические реформы второй половины XVII века (связанные с «исправлением книг» при патриархе Никоне) зафиксировали следующий набор букв: А, Б, В, Г, Д, Е (с орфографически отличным вариантом Є, который иногда считался отдельной буквой и ставился в азбуке на месте нынешнего Э, то есть после Ѣ), Ж, Ѕ, З, И (с орфографически отличным вариантом Й для звука [j], который отдельной буквой не считали), І, К, Л, М, Н, О (в двух орфографически различавшихся начертаниях: «узком» и «широком»), П, Р, С, Т, У (в двух орфографически различавшихся начертаниях: ), Ф, Х, Ѡ (в двух орфографически различавшихся начертаниях: «узком» и «широком», а также в составе лигатуры «от» (Ѿ), обычно считавшейся отдельной буквой), Ц, Ч, Ш, Щ, Ъ, Ы, Ь, Ѣ, Ю, Я (в двух начертаниях: Ꙗ и Ѧ, которые иногда считали разными буквами, иногда же нет), Ѯ, Ѱ, Ѳ, Ѵ. Иногда в азбуку включали также большой юс (Ѫ) и так называемый «ик» (в виде нынешней буквы «у»), хотя они звукового значения не имели и ни в одном слове не употреблялись.
В таком виде русская азбука пребывала до реформ Петра I 1708—1711 годов (а церковнославянская такова и поныне). Пётр I    ввёл так называемый гражданский шрифт: были упразднены надстрочные знаки (что, между делом, «отменило» букву Й) и многие дублетные буквы, использовавшиеся для записи чисел (что стало лишённым смысла после перехода на арабские цифры).
Впоследствии некоторые упразднённые буквы восстанавливали и отменяли вновь. К 1917 году алфавит пришёл в 35-буквенном (официально; фактически букв было 37) составе: А, Б, В, Г, Д, Е, (Ё отдельной буквой не считалась), Ж, З, И, (Й отдельной буквой не считалась), І, К, Л, М, Н, О, П, Р, С, Т, У, Ф, Х, Ц, Ч, Ш, Щ, Ъ, Ы, Ь, Ѣ, Э, Ю, Я, Ѳ, Ѵ (последняя буква формально числилась в русском алфавите, но де-факто её употребление сошло почти на нет и она встречалась всего в нескольких словах, заимствованных из греческого языка).
Последняя крупная реформа письменности была проведена в 1917—1918 годах, в результате неё появился нынешний русский алфавит, состоящий из 33 букв.

## Происхождение кириллицы
| Кириллица | Современное начертание | Греческий алфавит | Примечание |
| --------- | ---------------------- | ----------------- | --- |
|           | А                      | Α α               | Произошла от греческой буквы. |
|           | Б                      | —                 | |
|           | В                      | Β β               | Произошла от греческой буквы. |
|           | Г                      | Γ γ               | Произошла от греческой буквы. |
|           | Д                      | Δ δ               | Произошла от греческой буквы. |
|           | Э, Е, Є, Ё             | Ε ε               | Е, Є — произошли от греческой буквы Ε; Э — от глаголической; Ё — от Е в сочетании со знаком ¨ (две точки сверху). Официально введена в азбуку в 1708 году. Отдельной буквой азбуки знак Ё официально стал в 1942 году.                                                                  |
|           | Ж                      | —                 | |
|           | Ѕ                      | Ϛ ϛ               | Произошла от греческой буквы. Отменена в 1735 году. |
|           | З                      | Ζ ζ               | Произошла от греческой буквы. |
|           | И, Й                   | Η η               | И — произошла от греческой буквы. Й — от буквы И и ˘ (бреве). |
|           | I, Ї                   | Ι ι               | I — произошла от греческой буквы. Отменена реформами 1917—1918 годов. Ї — от буквы I и ¨ (двух точек сверху). Ї обозначает йотированный гласный звук [ji] в украинском языке. |
|           | Ћ                      | —                 | В старославянском языке Ћ использовалось для обозначения мягкого звука ([г'], переходящее в [й]). В современном сербском языке буква Ћ обозначает только глухой альвеольно-палатальный звук [ʨ].                                                                                        |
|           | К                      | Κ κ               | Произошла от греческой буквы. |
|           | Л                      | Λ λ               | Произошла от греческой буквы. |
|           | М                      | Μ μ               | Произошла от греческой буквы. |
|           | Н                      | Ν ν               | Произошла от греческой буквы. |
|           | О                      | Ο ο               | Произошла от греческой буквы. |
|           | П                      | Π π               | Произошла от греческой буквы. |
|           | Р                      | Ρ ρ               | Произошла от греческой буквы. |
|           | С                      | Σσς Ϲϲ            | Произошла от греческой буквы. |
|           | Т                      | Τ τ               | Произошла от греческой буквы. |
|           | У                      | ΟΥ ου             | Произошла от греческих букв. Заменены Петром I начертанием в виде нынешней буквы У. |
|           | Ф                      | Φ φ               | Произошла от греческой буквы. |
|           | Х                      | Χ χ               | Произошла от греческой буквы. |
|           | Ѡ ѡ, Ѿ ѿ               | Ω ω               | Ѡ — произошла от греческой буквы. Ѿ — лигатура Ѡ+Т. Были исключены из русского алфавита во время реформы Петра I в 1710 году. |
|           | Ц                      | —                 | Однозначно установить происхождение буквы ц кириллического начертания не представляется возможным. Буква подобного вида входит в ряд алфавитов того времени: в эфиопском письме ሃ, в арамейском и производных от него, к примеру, в еврейском צ (на конце слов ץ), в коптском письме ϥ. |
|           | Ч                      | —                 | |
|           | Ш                      | —                 | Произошла от буквы ש («шин») еврейского алфавита. |
|           | Щ                      | —                 | Лигатура Ш+Т или Ш+Ч. |
|           | Ъ                      | —                 | |
|           | Ы                      | —                 | Лигатура Ъ+І. |
|           | Ь                      | —                 | |
|           | Ѣ                      | —                 | Отменён реформой 1917—1918 гг. |
|           | Ю                      | —                 | Лигатура І+ОУ. |
|           | Я                      | —                 | Лигатура I+А. Заменена Петром I начертанием Я. |
|           | Ѥ                      | —                 | Лигатура І+Є. Из русского письма выходит из употребления в XV веке. |
|           | Ѧ                      | —                 | Заменён Петром I начертанием Я. |
|           | Ѩ                      | —                 | Лигатура I+Ѧ. Была исключена из русского алфавита во время реформы Петра I в 1710 году. |
|           | Ѫ                      | —                 | Произошла от глаголической буквы. Была исключена из русского алфавита во время реформы Петра I в 1710 году. |
|           | Ѭ                      | —                 | Лигатура I+Ѫ. Была исключена из русского алфавита во время реформы Петра I в 1710 году. |
|           | Ѯ                      | Ξ ξ               | Произошла от греческой буквы. Была исключена из русского алфавита во время реформы Петра I в 1710 году. |
|           | Ѱ                      | Ψ ψ               | Произошла от греческой буквы. Была исключена из русского алфавита во время реформы Петра I в 1710 году. |
|           | Ѳ                      | Θ θ               | Произошла от греческой буквы. Отменена реформой 1917—1918 годов. |
|           | Ѵ                      | Υ υ               | Произошла от греческой буквы. Окончательно вышла из употребления к концу XIX века |

## Судьба отдельных букв в XVIII—XX веках
- Кси (Ѯ) отменена Петром I (заменено сочетанием КС); позже восстановлено, но окончательно отменено в 1735 году. В гражданском шрифте выглядело как ижица с хвостом.
- Пси (Ѱ) отменена Петром I (заменено сочетанием ПС), не восстанавливалась.
- Омега (Ѡ) и от (Ѿ) отменены Петром I (заменены на О и сочетание ОТ соответственно), не восстанавливались[a].
- Ферт (Ф) и фита (Ѳ) — Пётр I в 1707—1708 годах отменил ферт Ф (оставив фиту Ѳ), но вернул в 1710 году, восстановив церковнославянские правила употребления этих букв; фита отменена реформой 1917—1918 годов.
- Ижица (Ѵ) отменена Петром I (заменена на I (затем также на И) или В, в зависимости от произношения), позже восстановлена, опять отменена в 1735 году, опять восстановлена в 1758 году. Употреблялась всё реже и реже и с 1870-х обычно считалась упразднённой и более не входящей в русский алфавит, хотя до 1917—1918 гг. порой встречалась в отдельных словах (обычно в мѵро с производными, реже — в сѵнодъ с производными, ещё реже — в ѵпостась). В документах орфографической реформы 1917—1918 годов не упомянута.
- І и И — Пётр I в 1708 году отменил букву И, но в 1710 году вернул[7], изменив правила употребления этих букв по сравнению с церковнославянскими (в 1738 году и церковнославянские правила были восстановлены, за исключением этимологического использования этих букв в заимствованиях). Изменялись также правила относительно числа точек над І: Пётр отменил было их; затем было предписано ставить по две точки над І перед гласными и одну — перед согласными; наконец, с 1738 года точка стала везде одна. Буква І отменена реформами 1917—1918 годов.
- Й — этот отменённый Петром I знак был возвращён в гражданскую печать в 1735 году; отдельной буквой до XX века не считался.
- З и Ѕ — Пётр I в 1708 году отменил букву З, но в 1710 году вернул; Ѕ отменено в 1735 году.
- Йотированное А (Ꙗ) и малый юс (Ѧ) заменены Петром I начертанием Я (употреблявшимся и ранее и происходящим из скорописной формы малого юса). Однако вплоть до 1917—1918 годов начертание Я в виде малого юса Ѧ широко применялось в шрифтах вывесок, заголовков.
- — заменены Петром I начертанием в виде нынешней буквы У.
- Буква ять (Ѣ) отменена реформой 1917—1918 годов.
- Э употреблялась с середины XVII века, официально введена в азбуку в 1708 году.
- Ё — букву «ё» в русскую типографскую практику ввёл Н. М. Карамзин, в 1797 году, в издании второй книжки сборника «Аониды, или Собрание разных новых стихотворений»[8]. Ранее (с 1758 года) вместо буквы Ё иногда использовалось начертание в виде букв IO, иногда под общей крышечкой. Отдельной буквой азбуки знак Ё официально стал в середине XX века[1].

## Электронное представление
В настоящее время для кодирования текстовой информации широко применяется Юникод. Для представления букв современного русского алфавита в Юникоде и тесно взаимосвязанном с ним стандарте ISO/IEC 10646 используются следующие шестнадцатеричные числовые коды:
- прописные буквы: 0x410—0x415 для А—Е, 0x401 для Ё, 0x416—0x42F для Ж—Я;
- строчные буквы: 0x430—0x435 для а—е, 0x451 для ё, 0x436—0x44F для ж—я.

В Юникоде нет готовых русских букв с ударением, но ударение можно изобразить (например, ы́, э́, ю́, я́), добавив после ударной гласной символ U+0301 (combining acute accent). Для ввода этого символа в некоторых текстовых редакторах для операционных систем семейства Microsoft Windows необходимо поместить курсор справа от ударной гласной, включить на клавиатуре Num Lock и, удерживая клавишу Alt, набрать на цифровой клавиатуре код 0769. В текстовом редакторе Microsoft Word можно также поместить курсор справа от ударной гласной, набрать цифры 0301 и нажать комбинацию клавиш Alt+X. В словах с побочным ударением (например, кля́твопреступле́ние, о́колозе́мный, ви́це-президе́нт) побочное ударение можно также обозначать символом U+0300 (combining grave accent), вводя его подобно символу U+0301, но используя коды 0768 или 0300 соответственно (кля̀твопреступле́ние, о̀колозе́мный, вѝце-президе́нт).
Ранее для русского языка были созданы и использовались компьютерные кодировки ДКОИ, КОИ-7, КОИ-8, основная и альтернативная кодировки, ISO/IEC 8859-5, MacCyrillic и Windows-1251. В некоторых из них для представления русских букв отводилось 64 или 63 позиции кодовой таблицы (32 или 31 под прописные буквы и 32 под строчные), тогда как в русском алфавите 33 буквы. В первом случае в кодовую таблицу не включали букву Ёё, поскольку, в отличие от других букв, её очень часто можно заменить буквой Ее, а во втором — ещё и прописную букву Ъ, которую заменяли апострофом или (реже) прописной буквой Ь.

## Русская раскладка клавиатуры

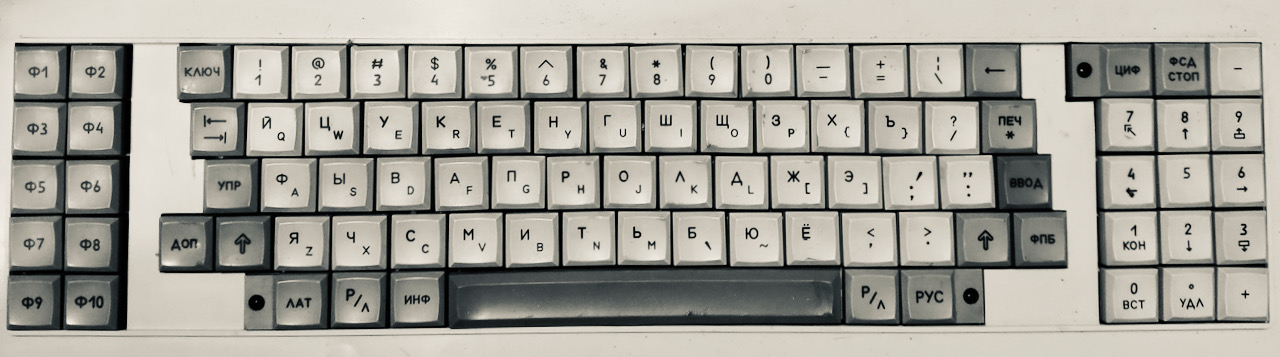
Раскладка клавиатуры в советских компьютерах ЕС-1841

Раскладка клавиатуры по умолчанию в компьютерах с ОС Windows

### Комментарии
1. ↑  Использовались в метрических книгах вплоть до начала XX века.